# Nationale Volksvergadering (Guinee-Bissau)
De Nationale Volksvergadering (Portugees: Assembleia Nacional Popular) is het eenkamerparlement van Guinee-Bissau en telt 102 leden gekozen op basis van het stelsel van evenredige vertegenwoordiging voor de duur van vijf jaar. Twee van de 102 zetels zijn gereserveerd voor personen met de nationaliteit van Guinee-Bissau die in het buitenland verblijven.
Na het uitroepen van de onafhankelijkheid in 1973 werd de Nationale Volksvergadering opgericht als parlement. Van 1974 tot 1991 was Guinee-Bissau een eenpartijstaat met de Partido Africano da Independência de Guiné e Cabo Verde (PAIGC) als enige legale partij. In deze periode werden alle zetels in de Nationale Volksvergadering bezet door de PAIGC. Na het instellen van een meerpartijenstelsel verloor de laatste partij haar monopolie en sinds die tijd wordt het parlement bevolkt door verschillende politieke partijen. Bij de verkiezingen van 2019 werd de PAIGC met 47 zetels weliswaar de grootste partij, maar een combinatie van partijen, w.o. de Movimento para Alternância Democrática (Madem G15) wist een regering te vormen waar de PAIGC geen deel van uitmaakt.
Voorzitter van de Nationale Volksvergadering sinds 2014 is Cipriano Cassamá (PAIGC).

## Zetelverdeling

Zetelverdeling na de verkiezingen van 2019

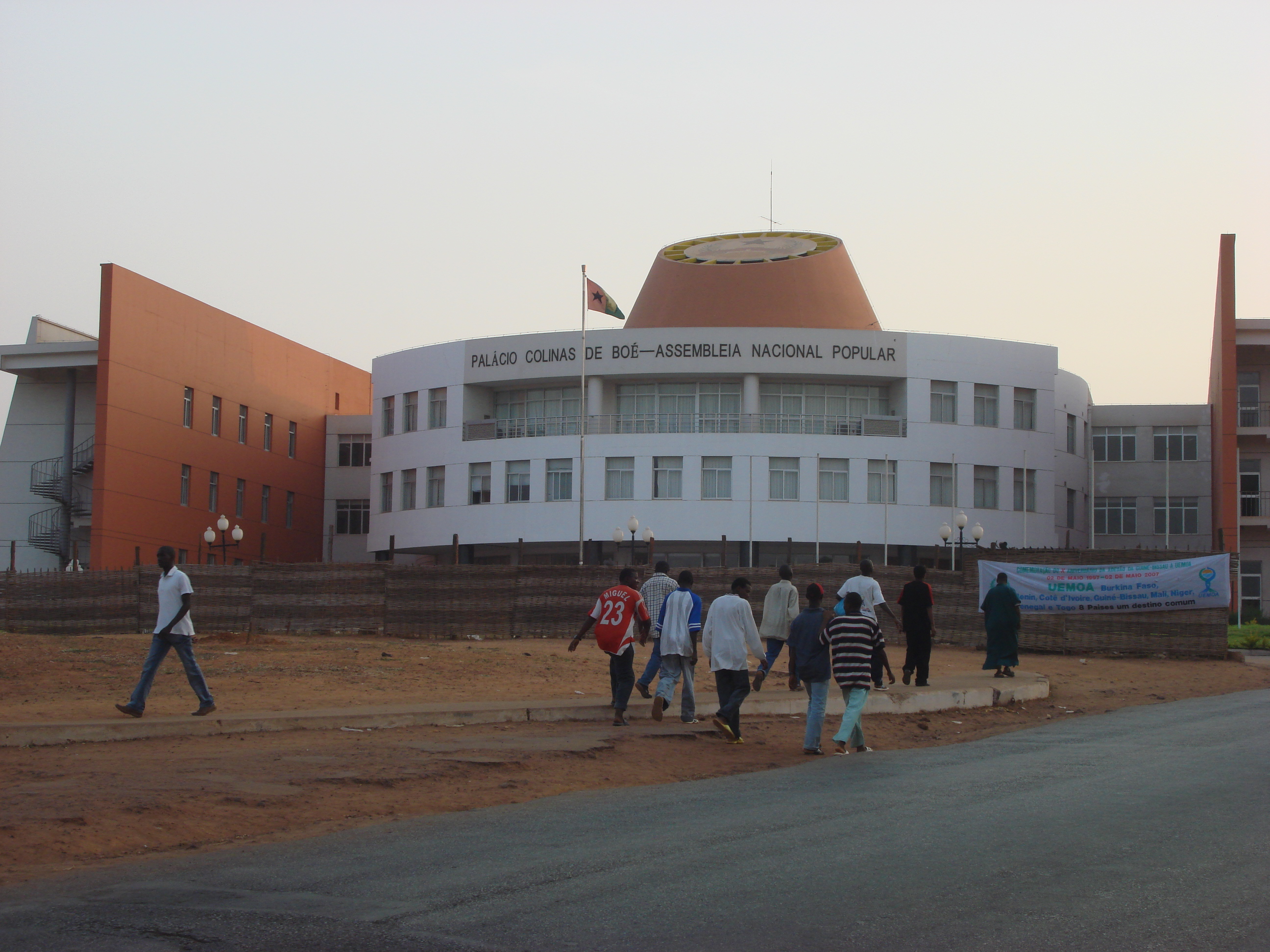
Het Palácio Colinas de Boé, zetel van de Nationale Volksvergadering in Bissau.

(47)
 (27)
 (21)
 (5)
 (1) 
 (1) 